# رحیم علی (بازیکن فوتبال)
رحیم علی (بنگالی: রহিম আলি؛ زادهٔ ۲۱ آوریل ۲۰۰۰) بازیکن فوتبال اهل هند است.
وی همچنین در تیم‌های ملی فوتبال زیر ۱۷، زیر ۲۰، زیر ۲۳ سال و بزرگسالان هند بازی کرده‌است.